# Xylotrechus arvicola
Xylotrechus arvicola је врста инсекта из реда тврдокрилаца (Coleoptera) и породице стрижибуба. Сврстана је у потпородицу Cerambycinae.

## Распрострањеност
Врста је распрострањена на подручју Европе, Русије, Кавказа, Казахстанa, Блиског истока и северне Африке. У Србији се спорадично бележи.

## Опис
Боја тела је црвенкастобраон до тамнобраон. Чело, као и предњи и базални углови пронотума су са жутом пубесценцијом. Елитрони су црвенкастобраон са попречним, жутим штрафтама. Кратка раменска штрафта се продужава и постаје паралелна са сутуром. Између очију се налазе два кратка уздужна гребена (израженији су него код врсте Xylotrechus antilope). Ноге и антене су црвенкастожуте боје, антене су кратке. Дужина тела је од 8 до 20 mm.
- Карактери за идентификацију
- пубесценција на пронотуму
- два гребена између очију

## Биологија
Животни циклус траје две године, ларве се развијају у мртвим, тањим стаблима и гранама листопадног дрвећа. Адулти су активни од маја до августа и могу се срести на биљци домаћину и цвећу. Као домаћини јављају се различите врсте листопадног дрвећа (буква, храст, граб, јабука, бреза, крушка, брест, глог, липа, топола, дуд, шљива, итд.).

## Статус заштите
Врста се налази на Европској црвеној листи сапроксилних тврдокрилаца.